# Фрідріх Вільгельм Казіскі
Фрідріх Вільгельм Казіскі (нім. Friedrich Wilhelm Kasiski)(29 листопада 1805 в Schlochau, Західна Пруссія † 22 травня 1881 в Neustettin) був прусським піхотинцем і визначним криптографом, який відомий завдяки криптоаналізу шифра Віженера.
Казіски опублікував в 1863 році працю «Die Geheimschriften und die Dechiffrierkunst» («Мистецтво тайнопису та дефишрування») де описав метод криптоаналізу шифра Віженера. У книзі описав метод знаходження довжини ключа, відомий сьогодні як Метод Казіскі.

## Робота
- Die Geheimschriften und die Dechiffrierkunst, Berlin 1863